# Prospektion (Geologie)

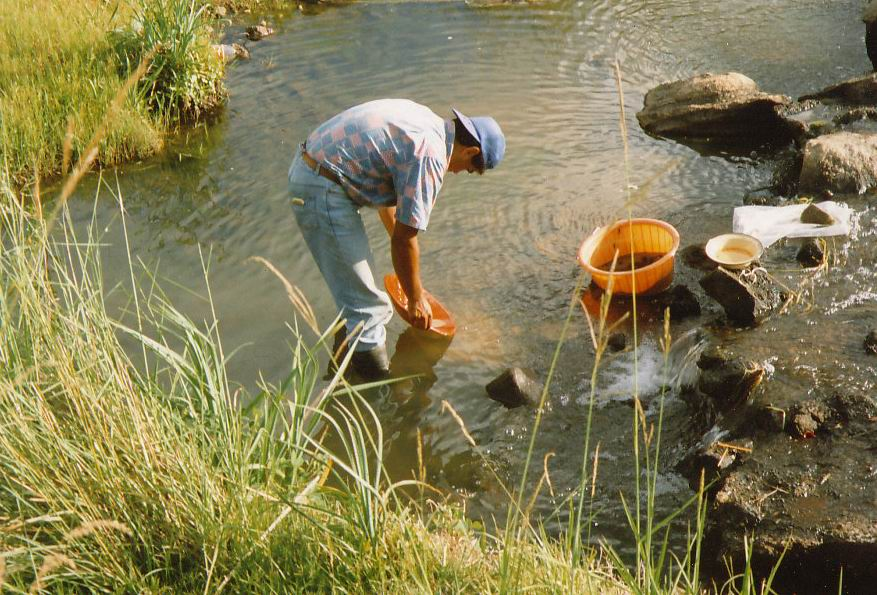
Entnahme von Sedimentproben aus einem Fluss auf der Suche nach Goldlagerstätten.

Im Bergbau und in der Geologie bezeichnet man mit Prospektion die Suche und Erkundung von neuen, vorher unbekannten Rohstoff-Lagerstätten nach geologischen, geophysikalischen, geochemischen und bergmännischen Methoden. Die früher übliche Bezeichnung Schürfen ist heute kaum noch gebräuchlich.
Oberflächennahe Lagerstätten wurden im Lauf der Geschichte oft zufällig entdeckt. Heute beginnt die systematische Suche nach neuen Lagerstätten gewöhnlich mit einem gründlichen Literatur- und Kartenstudium in Fachbibliotheken, bei den geologischen Diensten (Landesämter) der jeweiligen Länder und (wenn möglich) bei Bergbaufirmen, die in der Region bereits aktiv sind. Da die Kosten für ein ausgedehntes Explorationsprogramm sehr hoch sind, müssen die Arbeiten in verschiedenen Phasen durchgeführt werden, die jeweils mit einer klaren Entscheidung des Geologen enden, ob es besser ist, die Arbeiten fortzusetzen oder abzubrechen.

## Grundlagen
Die erste Phase der Suche besteht aus der Vorerkundung (Reconnaissance) im Gelände. Danach ist die allgemeine geologische Beschaffenheit der Region einigermaßen bekannt; Lagerstätten sind jedoch noch unbekannt. Es folgt die eigentliche Prospektion, das „Schürfen“.
Ein naheliegender Ansatz ist in dieser Situation, zuerst in Gebieten zu suchen, in denen bereits Lagerstätten der gewünschten Rohstoffe bekannt sind, daher das unter Prospektoren bekannte Sprichwort „Elefanten findet man im Elefantenland“. Andererseits hat es auch seine Vorzüge, in unerschlossenen Regionen zu suchen, über die nur wenige geologische Daten vorliegen. Das Risiko eines völligen Misserfolges muss gegen die Chancen eines unerwarteten, großen Fundes abgewogen werden.
Eine wichtige Grundlage für die ersten Übersichtskartierungen liefern dabei Luftbilder, Satellitenaufnahmen und geophysikalische Erkundungen mit Hilfe von Flugzeugen oder Helikoptern, so genannte Airborne-Verfahren. Diese Daten sind allein jedoch wertlos ohne eine Überprüfung der geologischen Verhältnisse im Gelände, wie die Untersuchung und geochemische Probennahme von anstehenden Gesteinen, Geröllen und Flusssedimenten. Dazu kommen die Beobachtung von Bodenverfärbungen sowie von Auffälligkeiten in Geländeform und Bewuchs.

## Fund und Befund
Wenn die Anzeichen eine Lagerstätte vermuten lassen, geht man zu Spezialkartierungen über, schürft an der Oberfläche, oder führt erste flache Erkundungsbohrungen durch. In dieser Phase werden auch Methoden der Bodengeophysik angewandt, wie Gravimetrie, Seismik, Magnetik, elektrische und Radarverfahren.
Für die Prospektion einer Lagerstätte rechnet man mit Zeiträumen von etwa drei Jahren. Am Ende dieser Phase sollte mindestens ein „höffiges“ (d. h. eine gute Erzausbeutung versprechendes) Gebiet bekannt sein, das weitere Untersuchungen rechtfertigt. Im günstigen Fall folgt auf die abgeschlossene Prospektionsphase die Exploration des aufgefundenen Vorkommens.

## Prospektion auf dem Meeresboden
Nach § 4 Meeresbodenbergbaugesetz (MbergG) muss jeder, der in einem Gebiet jenseits des Bereichs nationaler Hoheitsbefugnisse auf dem Meeresboden oder im Meeresuntergrund die Prospektion betreiben will, durch den Generalsekretär der Internationalen Meeresbodenbehörde registriert worden sein.